# Teju argentyński
Teju argentyński, teju czarno-biały (Salvator merianae) – gatunek jaszczurki z rodziny tejowatych (Teiidae), jej największy przedstawiciel. Jaszczurki te zajmują podobne do waranów nisze ekologiczne, co jest przykładem ewolucji konwergentnej.

## Morfologia
Opis
Młode jaszczurki mają zielone ubarwienie, nakrapiane czarnymi plamami. Kolory te zanikają już w kilka miesięcy po wykluciu. Dorosłe osobniki mają drobne, perliste łuski na całej długości ciała prócz głowy, gdzie występują większe, regularnie ułożone tarczki. Ubarwienie tych gadów jest czarno-białe. Wyraźnie widoczne są czarne plamki oraz poprzeczne pasy przebiegające od głowy, aż po długi, masywny ogon. Cechą wspólną dla wszystkich tejowatych jest rozwidlony długi język. W niewoli żyją około 15 lat.
Rozmiary
Długość ciała samców dochodzi do 1,5 m wraz z ogonem. Samice są dużo mniejsze i ich długość ciała wynosi zwykle ok. 1 m.

## Zasięg występowania
Jego naturalne występowanie obejmuje tropikalne i subtropikalne obszary od Kolumbii, Wenezueli i Gujany, poprzez dorzecze Amazonki, aż po Urugwaj, Paragwaj i północną Argentynę. Wpuszczony do środowiska (prawdopodobnie pochodzący z hodowli terrarystycznych) przez człowieka na Florydę w USA.

## Ekologia i zachowanie
Biotop
Gatunek ten posiada duże zdolności adaptacyjne, więc jego siedlisko jest bardzo zróżnicowane. Zamieszkuje zarówno lasy tropikalne, jak i otwarte przestrzenie, takie jak brzegi rzek, równiny porośnięte wysoką trawą oraz piaszczyste obszary przybrzeżne.
Pokarm
Jest wszystkożerny. Oprócz owadów, płazów i małych jaszczurek, zjada też owoce, a w środowiskach synantropijnych może zapolować na psy. Żywi się również jajami i padliną. Poszukuje pożywienia przede wszystkim w godzinach porannych. Większe ofiary chwyta w potężny zgryz i zabija je, energicznie uderzając nimi o ziemię. Mniejsze ofiary połyka w całości.
Zachowanie
Prowadzi dzienny, naziemny tryb życia. Ukrywa się w norach, które zapewniają im ochronę przed wilgocią i ekstremalnymi temperaturami.
Rozmnażanie
W okresie rozrodczym teju argentyńskie potrafią utrzymywać temperaturę ciała nawet o 10 °C wyższą od otoczenia. Są więc jednym z niewielu gatunków fakultatywnie endotermicznych. Prawdopodobnie jest to adaptacją służącą przyspieszaniu rozwoju zarodków w jajach (samica pilnuje jaj i może je ogrzewać). Endotermia samców może z kolei wynikać z sezonowych zmian hormonalnych lub mieć wspólne podłoże genetyczne z endotermią występującą u samic.
Samica składa jaja w stertach liści. Gniazdo takie składać się może nawet z 65 jaj. Młode wylęgają się po około 60 dniach. Jak w przypadku większości gadów samica nie zajmuje się młodymi.

## Hodowla
Teju argentyńskie nadają się na zwierzęta domowe, gdyż przywiązują się do swoich właścicieli i są dosyć spokojne. W dobrych warunkach mogą żyć nawet około 20 lat. Należy pamiętać jednak, że tak jak w przypadku większości gadów wymagają one stałej opieki i jeśli nie mają częstego kontaktu z człowiekiem, stają się bardziej agresywne i czują się niespokojnie, nawet w obecności właściciela.